# Microsoreae
Microsoreae es una tribu de helechos de la  subfamilia Polypodioideae en la familia Polypodiaceae. Sus miembros se distinguen por delgadas exosporas, y frondas monomórficas.
Esta tribu contiene siete géneros.

## Géneros
- Christopteris
- Colysis
- Dictymia
- Lecanopteris
- Leptochilus
- Microsorum
- Neocheiropteris